# World Port Center
Het World Port Center is een 124 meter hoge toren aan de Wilhelminapier in Rotterdam.

## Gebruik van de toren
De opdrachtgever van het World Port Center was ING Vastgoed Ontwikkeling B.V. De bouwsom bedroeg 100 miljoen gulden.
De grootste gebruiker van het WPC is het Havenbedrijf Rotterdam, dat etage 4 t/m 19 in gebruik heeft. Etages 2 en 3 zijn in gebruik door Achmea, 20 t/m 25 zijn in gebruik door de Veiligheidsregio Rotterdam-Rijnmond. Tevens is in het WPC de 112-meldkamer (Gemeenschappelijke Meldkamer, GMK) gevestigd. Etages 26 t/m 28 werden tot 2012 gehuurd door ENECO Energie. De bovenste etages (29 t/m 32) zijn gebouwd als conferentiezalen en zijn te huur. In het gebouw is ook een calamiteitencentrum ingericht, dat bij een ramp in de haven als coördinatiecentrum wordt gebruikt. Op de begane grond is onder andere een Argentijns restaurant gevestigd. Op de eerste etage is een koffiecorner ingericht, die voor iedereen toegankelijk is.
Sinds eind 2016 werkt de Veiligheidsregio Rotterdam-Rijnmond op de 21e etage aan een nieuwe GMK. Deze meldkamer zal geëxploiteerd gaan worden door de LMO (Landelijke Meldkamer Organisatie) en is met circa 50 werkplekken de grootste van Nederland.

## Architect
Sir Norman Foster ontwierp het gebouw van 32 verdiepingen hoog. Deze Britse architect verwierf internationale bekendheid met zijn ontwerpen voor de luchthaven Londen Stansted, de Hong Kong & Shanghai Bank in Hong Kong, de uitbreiding van de Rijksdag in Berlijn en de 259 meter hoge Commerzbank in Frankfurt. Hij ontwierp in 1992 ook het masterplan van de gehele Wilhelminapier.

## Foto's

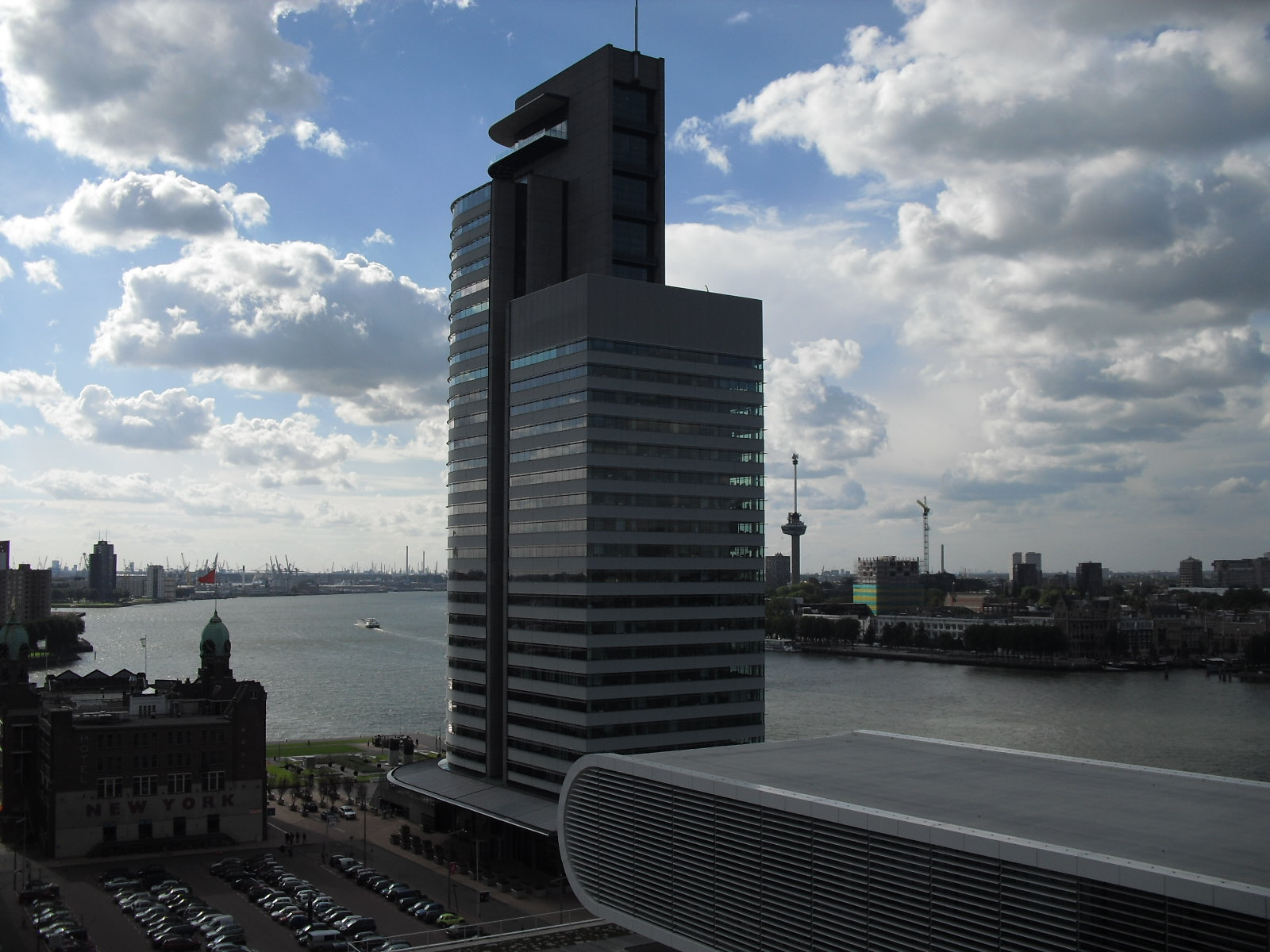
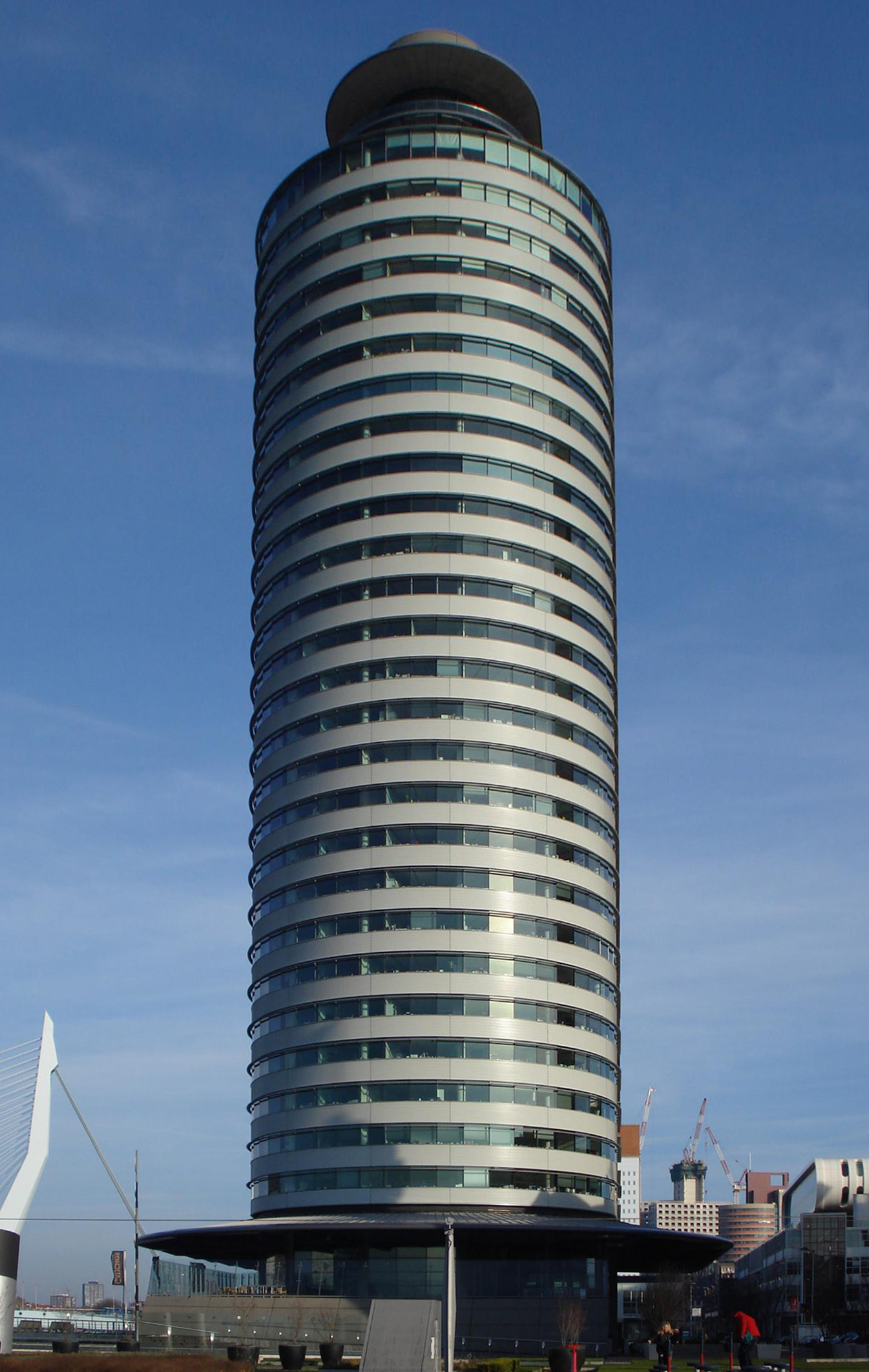
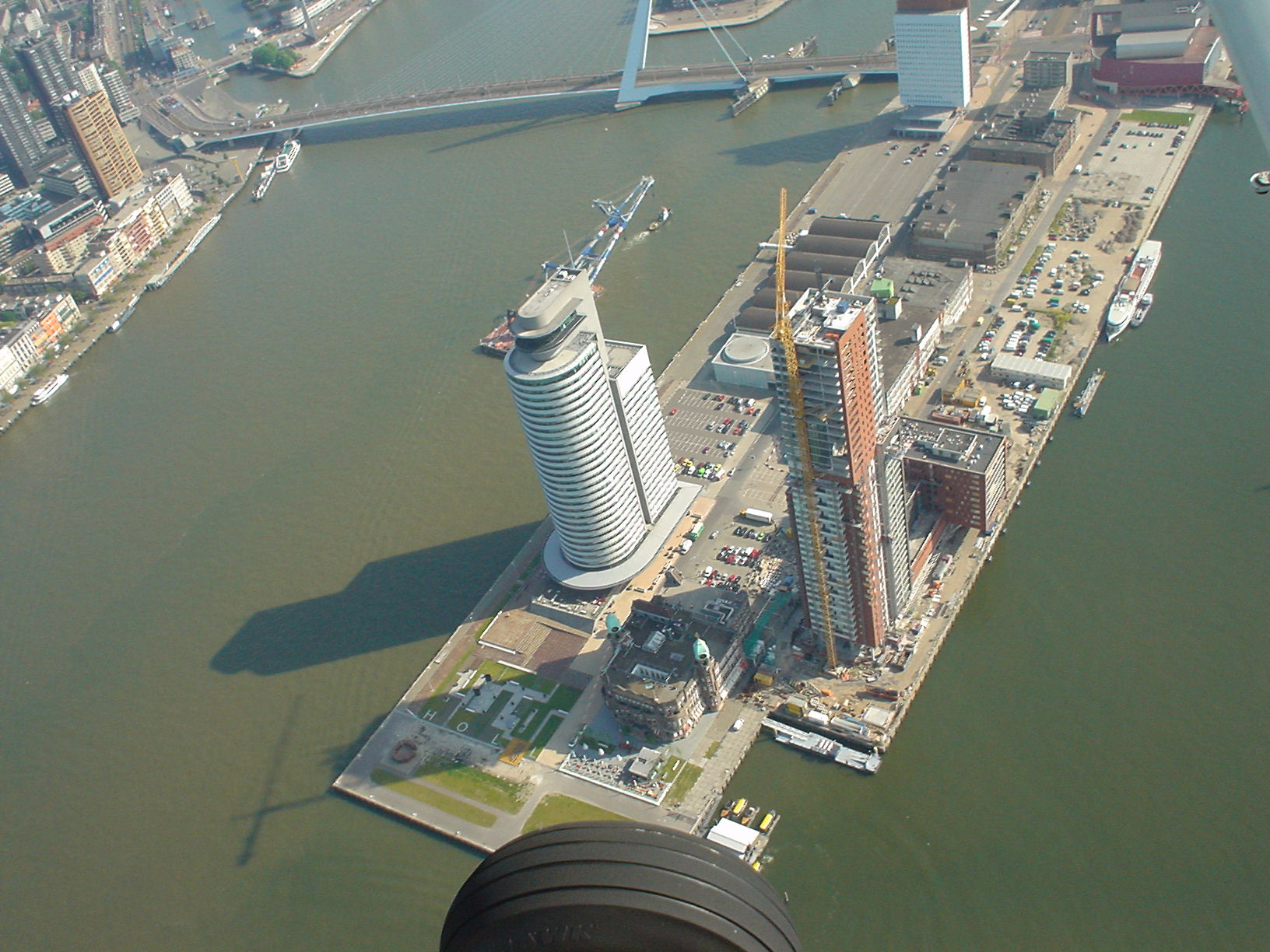
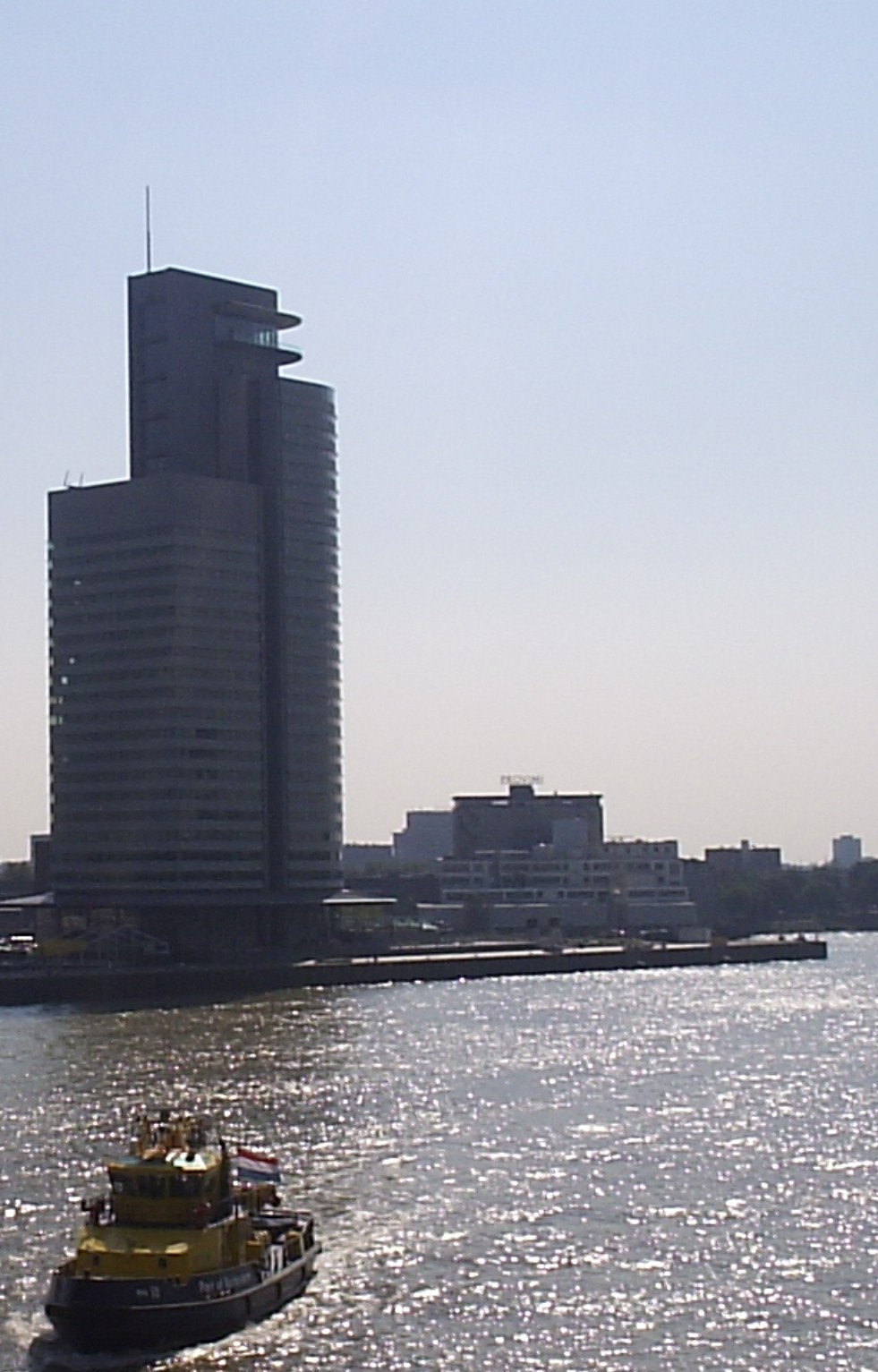